# 小説公園
小説公園（しょうせつこうえん）は、昭和戦後に六興出版社から発行された中間小説雑誌。1949年（昭和24年）に創刊。1958年まで発行された。
1949年頃は『オール読物』『小説新潮』が高い人気を持つ一方、『苦楽』『日本小説』『小説界』『文藝往来』が廃刊となった時期で、六興出版社は小説雑誌界に参入するために、吉川英治の弟で元文藝春秋社の吉川晋、石井英乃助によって創刊した。当初の誌名は『小説苑』の予定だったが、大映社長の永田雅一の提案で『小説公園』となった。
創刊号はA4判、表紙は宮本三郎で、吉川英治「平将門」の他、川端康成、大佛次郎、獅子文六、丹羽文雄、高見順、井上友一郎というラインナップだったが、20万部を刷って6万5千部の売り上げだった。2号も5万部。3号からA5判の月刊誌となった。
その後も多くの大家の作品の他、川島芳子を題材にした村松梢風「上海戦争」、太田静子によるモデル小説「『斜陽』前後」などを掲載。1952年には二・二六事件を扱った立野信之の直木賞受賞作「叛乱」を連載、単行本は11万5千部のベストセラーとなり映画化もされた。田宮虎彦「銀心中」、1955年には五味康祐「一刀斎は背番号6」などの話題作を掲載した。1957年から中綴じとなる。吉川晋の兄の後ろ盾もあったが、赤字が続き、1958年5月号をもって廃刊。六興出版社は日本橋蛎殻町の社屋を売却して木造家屋の事務所に移り、吉川英治の出版物だけを刊行するようになった。